# Чосонський втікач
Воля небес: Історія чосонського втікача (кор. 천명 : 조선판 도망자 이야기), більш відомий за скороченими назвами Воля небес або Чосонський втікач — південнокорейський історичний серіал що транслювався щосереди та щочетверга з 24 квітня по 27 червня 2013 року на телеканалі KBS2.

## Сюжет
Чхве Вон все дитинство провів при королівському палаці де його дід працював головним лікарем королівської лікарні, Вон навіть був другом кронпринця з яким вони були однолітками. Але коли головного лікара звинуватили в змові проти короля, навіть ця дружба не допомогла Чхве Вону врятувати діда, якому в якості покарання відтяли обидві руки. Після цих подій Чхве Вон поклявся триматись як найдалі від палацу, але доля вирішила інакше. Минають роки. Чхве Вон одружується, але його дружина помирає під час пологів тож він сам виховує доньку яку назвав Ран. Згодом він дізнається що донечка хворіє на сухоти, і щоб врятувати її йому потрібні лікарські книги що зберігаються в королівській бібліотеці тож він змушений йти працювати до королівської лікарні. Але за всі часи нічого не змінилося, палац як і раніше повен змовників які намагаються чужими руками досягти своїх цілей. Впливові люди намагаються отруїти кронпринця змушуючи лікара на ім'я Мін До Сен підмішувати потроху отруту до ліків кронпринця. Але До Сен розуміючи всю небезпеку все ж додавав протиотруту до їжі кронпринця. Коли змовники дізнаються про це, вони вбивають Мін До Сена а у вбивстві звинувачують Чхве Вона якого затримує Їгимбу. Потрапивши до в'язниці, Чхве Вон розуміє що ніхто не зацікавлений у чесному розслідуванні і невдовзі його стратять. Щоб врятувати своє життя, Вон змушений тікати в чому йому допомагає голова розбійників з яким він познайомився у в'язниці. Втеча була вдалою, але тепер його оголошено державним злочинцем і на його пошуки відрядили найкращого слідчого на прізвісько Червоний дракон. Невдовзі Чхве Вон дізнається що його батька знайдено повішеним, а всю родину відправляють в рабство. Тепер щоб врятувати рідних, Вону треба знайти докази змови та довести свою невинуватість бо в рабстві його хвора донька довго не витримає…

## Акторський склад

### Головні ролі
- Лі Дон Ук — у ролі Чхве Вона[1][2]. Талановитий лікар який щоб не привертати до себе уваги впливових людей вдає з себе шарлатана.
- Сон Чі Хьо — у ролі Хон Да Ін[3]. Лікарка королівської лікарні, яку в дитинстві врятував Чхве Вон. З самого початку вірить в невинуватість Чхве Вона та намагається йому всіляко допомогти.
- Кім Ю Бін[en] — у ролі Чхве Ран. Малолітня донька Чхве Вона яка хворіє на сухоти.
- Ім Силь Он[en] — у ролі кронпринця Лі Хо[4]. Змушений жити з відчуттям постійної небезпеки через численні спроби отруїти його. Підозрює що за цим стоїть королева яка доводиться йому мачухою, але не має доказів цього.
- Юн Чін Ї — у ролі Со Бек. Донька голови розбійників. Звикла вдавати з себе хлопця, та постійно дорікати батьку що народилася дівчиною.

### Другорядні ролі

#### Родина Чхве Вона
- Кан Бьоль[en] — у ролі Чхве У Йон. Молодша сестра Чхве Вона яку після втечі брата зробили рабинею.
- Ко Ін Бом — у ролі Чхве Хьон Гу. Батько Чхве Вона. При спробі врятувати сина був вбитий змовниками.
- Ю Чхе Йон[en] — у ролі Гим Ок. Мачуха Чхве Вона.
- Чан Йон Бок — у ролі Чхве Чхан Сона. Дід Чхве Вона.

#### Люди з королівського палацу
- Чхве Іль Хва[en] — у ролі короля Чунджона. Старий король здоров'я якого сильно підірване.
- Пак Чі Йон[en] — у ролі королеви Мунчон. Мачуха кронпринця яка намагається вбити його щоб зробити свого малолітнього сина кронпринцем.
- Со До Хьон — у ролі принця Лі Хвана. Молодший брат кронпринця.
- Сон Чон Хо[en] — у ролі Лі Чон Хвана. Один з найкращих слідчих Їгимбу, якого за вправність прозвали червоним демоном.
- Кім Мі Кьон[en] — у ролі Чан Гим[en]. Головна жінка-лікар королівської лікарні.
- Чхве Філіп[en] — у ролі Мін До Сена. Лікар королівської лікарні якого вбили заколотники.

#### Заколотники
- Чон Гук Хван — у ролі Кім Чхі Йона. Один з головних міністрів. Голова таємної організації мета якої вбивство кронпринця.
- Лі Хий До — у ролі Чан Хон Даля. Багатий та впливовий купець, «гаманець» змовників. Прийомний батько Хон Да Ін.
- Кім Чон Гюн — у ролі Юн Вон Хьона[en]. Молодший брат королеви Мунчон. Міністр.
- Хван Сон Ун — у ролі До Муна. Особистий охоронець Хон Даля який виконує будь-які вказівки шефа.
- Чо Даль Хван — у ролі Док Паля. Горбань який брав участь в спробі отруїти кронпринця.
- Кім Юн Сон — у ролі Кон О. Помічник «Червоного демона» який слідкує за всіма його рухами та докладає змовникам.
- Кім Дон Чжун[en] — у ролі Мумьона (безіменний). Молодий надзвичайно вправний воїн що виконує таємні накази королеви.

#### Розбійники
- Лі Вон Чон[en] — у ролі Го Чхоля. Голова лісових розбійників на прізвисько «Сталевий молот».
- Квон Хьон Сан[en] — у ролі Ім Ккок Чона.
- Пак Сон У — у ролі Ге Паль Сона.

### Інші
- Юн Кі Вон — у ролі Мак Бона.
- Лі Че Йон[en] — у ролі Чхан Бона.
- Кім Хьон Бон — у ролі Піль Ду.
- Чан Юн Сон — у ролі Воль Хи.

## Рейтинги
- Найнижчі рейтинги позначені синім кольором, а найвищі — червоним кольором.

| Серія            | Прем'єра         | Рейтинг        | Рейтинг      | Рейтинг        | Рейтинг     |
| Серія            | Прем'єра         | TNmS Ratings   | TNmS Ratings | AGB Nielsen    | AGB Nielsen |
| Серія            | Прем'єра         | По всій країні | Сеул         | По Всій країні | Сеул        |
| ---------------- | ---------------- | -------------- | ------------ | -------------- | ----------- |
| 1                | 24 квітня 2013   | 9,8 %          | 10,1 %       | 9,3 %          | 9,8 %       |
| 2                | 25 квітня 2013   | 9,9 %          | 10,7 %       | 8,9 %          | 9,2 %       |
| 3                | 1 травня 2013    | 9,2 %          | 9,8 %        | 9,5 %          | 10,1 %      |
| 4                | 2 травня 2013    | 9,9 %          | 10,6 %       | 9,9 %          | 10 %        |
| 5                | 8 травня 2013    | 9,8 %          | 9,6 %        | 9,6 %          | 10,2 %      |
| 6                | 9 травня 2013    | 9,3 %          | 9,6 %        | 9,4 %          | 9,5 %       |
| 7                | 15 травня 2013   | 9,3 %          | 9,9 %        | 9,9 %          | 10,2 %      |
| 8                | 16 травня 2013   | 9,5 %          | 9,2 %        | 8,7 %          | 8,7 %       |
| 9                | 22 травня 2013   | 9,4 %          | 10 %         | 9,3 %          | 9,8 %       |
| 10               | 23 травня 2013   | 9,8 %          | 10,1 %       | 9 %            | 9,6 %       |
| 11               | 29 травня 2013   | 10,1 %         | 10,5 %       | 9,8 %          | 10,1 %      |
| 12               | 30 травня 2013   | 9,3 %          | 9,2 %        | 8,7 %          | 8,5 %       |
| 13               | 5 червня 2013    | 9,5 %          | 9,6 %        | 8,5 %          | 8,3 %       |
| 14               | 6 червня 2013    | 7,9 %          | 8,7 %        | 9,3 %          | 9,6 %       |
| 15               | 12 червня 2013   | 7,7 %          | 7,5 %        | 8 %            | 8 %         |
| 16               | 13 червня 2013   | 7,9 %          | 8,5 %        | 8,5 %          | 8,1 %       |
| 17               | 19 червня 2013   | 6,6 %          | 7,5 %        | 8,8 %          | 9 %         |
| 18               | 20 червня 2013   | 7,4 %          | 7,8 %        | 8,9 %          | 9,2 %       |
| 19               | 26 червня 2013   | 7 %            | 7,4 %        | 8,8 %          | 9,1 %       |
| 20               | 27 червня 2013   | 8,5 %          | 9,1 %        | 9,6 %          | 9,9 %       |
| середній рейтинг | середній рейтинг | 8,9 %          | -            | 9,1 %          | 9,3 %       |

## Нагороди
| Рік  | Нагорода               | Категорія         | Отримувач | Результат | Прим. |
| ---- | ---------------------- | ----------------- | --------- | --------- | ----- |
| 2013 | 27-ма Премія KBS драма | Краща юна акторка | Кім Ю Бін | Перемога  | [ 6 ] |